# Louis-Émile Beauregard
Pour les articles homonymes, voir Beauregard.
Louis-Émile Beauregard est un sculpteur né le 30 juillet 1922 à Saint-Adolphe (Dudswell) et mort le 5 février 1989 dans la même ville.

## Œuvres
66 maquettes de sculpture de bois exposées au Musée Louis-Émile Beauregard à Dudswell.